# جون روبرتسون (صحفي)
جون روبرتسون هو صحفي كندي، ولد في 12 مارس 1934، وتوفي في 25 يناير 2014.